# Spiro Agnew
Pour les articles homonymes, voir Agnew.
Spiro Theodore Agnew, né le 9 novembre 1918 à Baltimore (Maryland) et mort le 17 septembre 1996 à Berlin (Maryland), est un homme d'État américain. Il est vice-président des États-Unis du 20 janvier 1969 au 10 octobre 1973.
Membre du Parti républicain, dont il appartient à l’aile modérée, il est gouverneur du Maryland entre 1967 et 1969. Colistier de Richard Nixon à l’élection présidentielle de 1968, il est élu vice-président des États-Unis. Réélu aux côtés du président Nixon en 1972, il démissionne alors qu’il est accusé d'évasion fiscale et de corruption passive. Il se tient ensuite en retrait de la vie politique.

## Situation personnelle
Né d'un père restaurateur immigré de Grèce en 1897, Spiro Agnew étudie la chimie à l'université Johns-Hopkins (Maryland), et est diplômé en droit de l'université de Baltimore (Maryland).

## Parcours politique

### Débuts
En 1962, Spiro Agnew est élu en tant que républicain réformiste à la direction du comté de Baltimore, un fief démocrate du Maryland.

### Gouverneur du Maryland
En 1966, il est élu gouverneur du Maryland. À ce poste, il entreprend des réformes fiscales et judiciaires, et acquiert une image de modéré, notamment après les émeutes qui suivent l'assassinat de Martin Luther King.

### Vice-président des États-Unis

#### Élections de 1968 et 1972

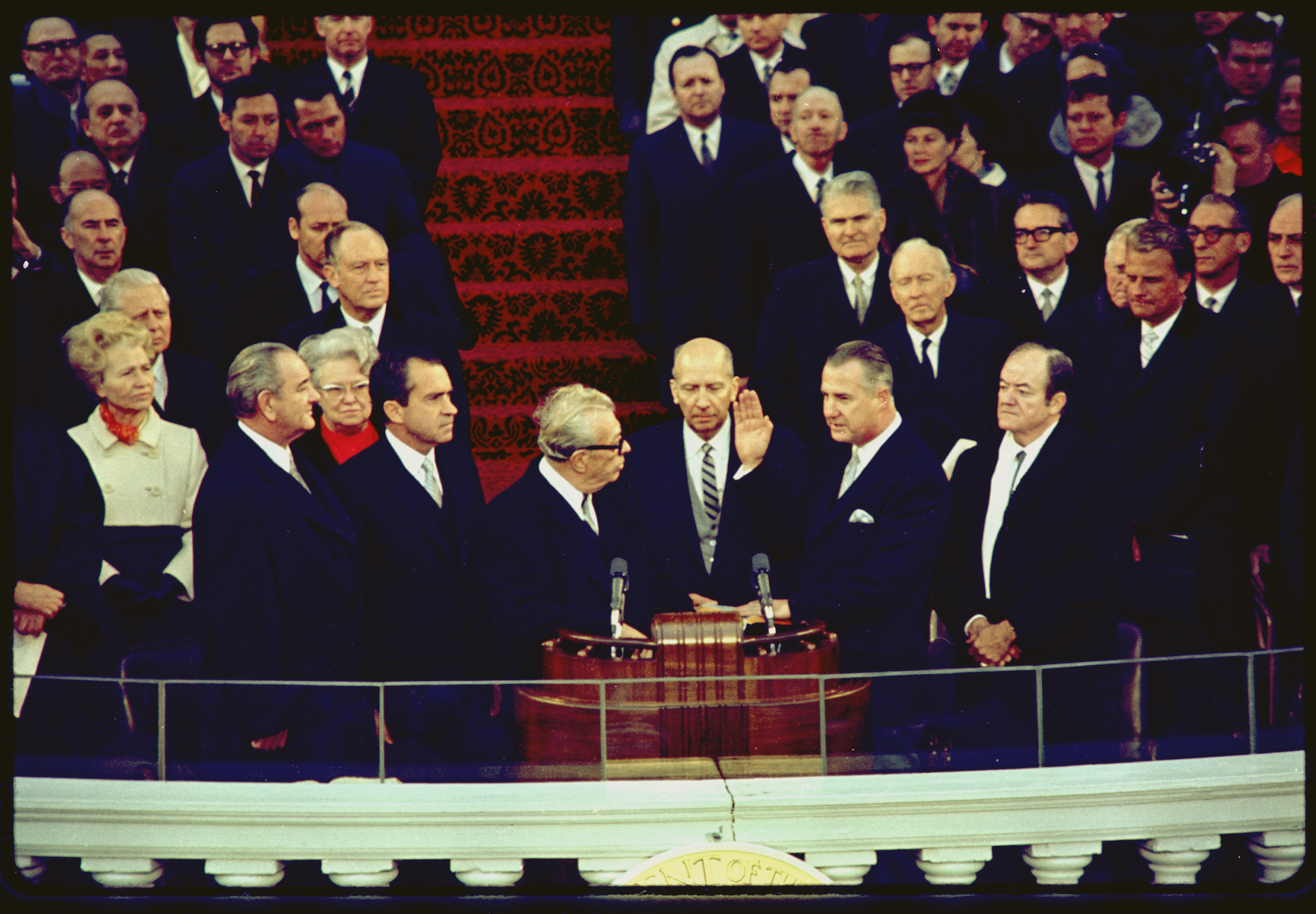
Prestation de serment de Spiro Agnew comme vice-président des États-Unis (20 janvier 1969).

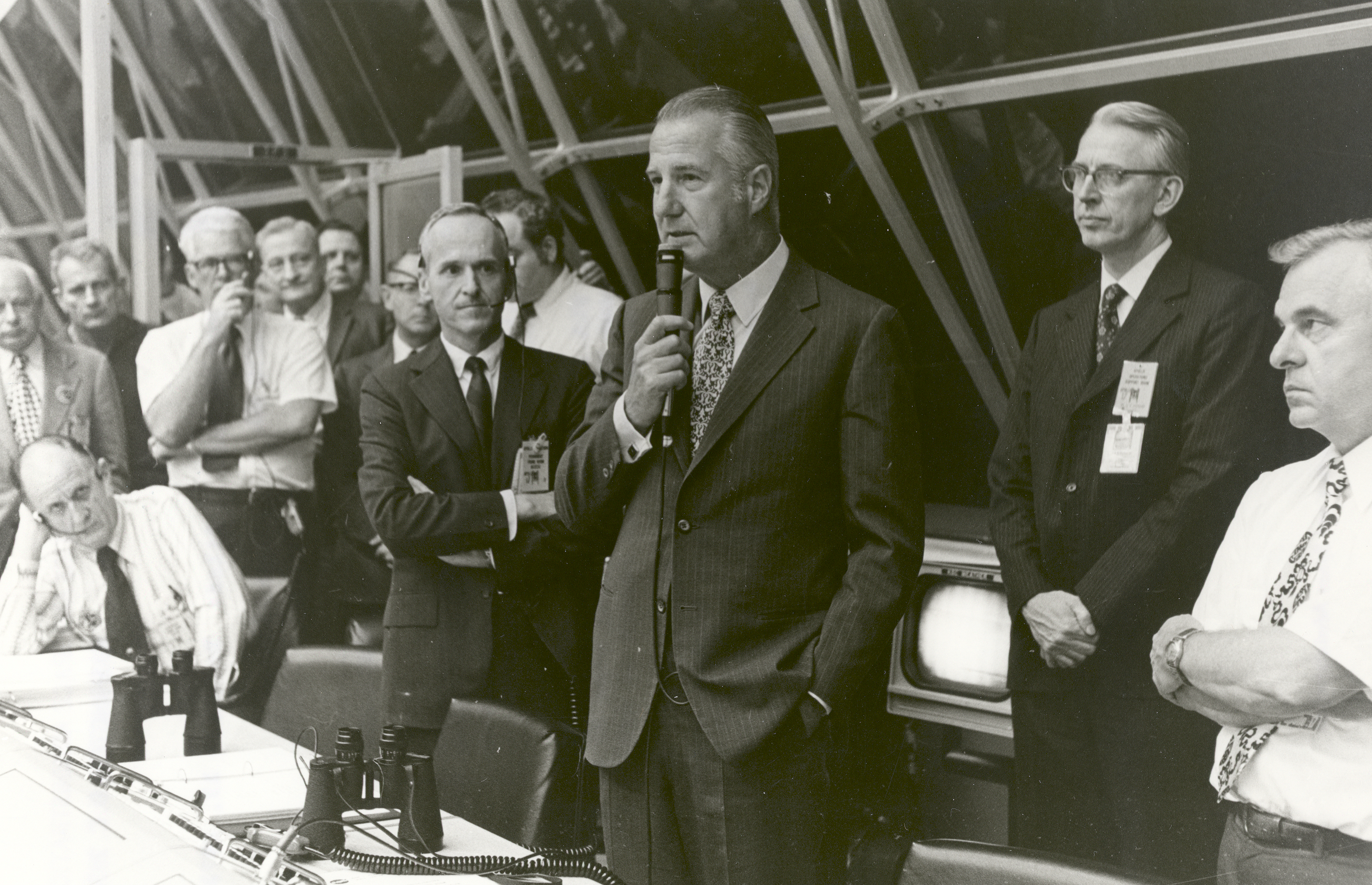
Discours de Spiro Agnew le 7 décembre 1972.

Son image de républicain modéré associée à ses origines immigrées et à ses responsabilités dans un bastion démocrate conduisent Richard Nixon à le prendre comme colistier à la vice-présidence pour l’élection présidentielle de 1968. Durant la campagne, Spiro Agnew est l'objet de vives attaques de la part de ses adversaires et des pacifistes après qu’il a publiquement dénoncé les critiques contre la politique américaine au Viêt Nam. Il est élu aux côtés de Richard Nixon.
En 1972, le président Richard Nixon, candidat à sa réélection, le choisit à nouveau comme colistier. Le ticket l’emporte avec plus de 60 % des suffrages contre les démocrates George McGovern et Sargent Shriver.

#### Démission
Le 10 octobre 1973, Spiro Agnew démissionne de ses fonctions, devenant le second vice-président démissionnaire de l'histoire américaine (John Caldwell Calhoun a fait de même en 1832, pour siéger au Sénat). Il est remplacé par Gerald Ford.
Cette décision est justifiée par des accusations d’évasion fiscale, un délit qu'il aurait commis durant son mandat de gouverneur du Maryland, et de corruption passive dans le cadre de ses fonctions de vice-président. Ne contestant pas l’accusation d'évasion fiscale, il est condamné à payer 10 000 dollars — correspondant au redressement fiscal pour les revenus non déclarés — et à trois ans de mise à l'épreuve. Les poursuites pour corruption sont en revanche abandonnées.
Spiro Agnew soutient que ces accusations étaient une tentative du président Nixon de détourner l'attention du scandale du Watergate. En 1980, il publie des mémoires dans lesquels il écrit que Nixon et son chef de cabinet, Alexander Haig, avaient menacé de l'assassiner s'il refusait de démissionner de la vice-présidence. Il a également écrit un roman, La Décision Canfield, sur un vice-président qui a été « détruit par sa propre ambition ».

## Après la politique
Discrédité, Spiro Agnew se retire de la vie politique, et devient dirigeant de sociétés.
Il meurt le 17 septembre 1996, à 77 ans, quelques heures après avoir été admis à l'hôpital Atlantic General de Berlin Maryland et que lui a été diagnostiqué une leucémie avancée. Il est enterré au cimetière Dulaney Valley Memorial Gardens de Timonium, dans le comté de Baltimore (Maryland).